# São Vicente (São Paulo)
Pour les articles homonymes, voir São Vicente.
São Vicente est une ville brésilienne du littoral de l'État de São Paulo. Elle se situe par 23° 57' 46" de latitude sud et par 46° 23' 31" de longitude ouest, à une altitude de 0 mètre. Sa population était de 329 370 habitants en 2006. La municipalité couvre une superficie de 148 km².

## Généralités
La ville se situe sur la moitié occidentale de l'île de São Vicente, qu'elle partage avec la municipalité de Santos. Son économie repose sur le tourisme.

## Histoire
São Vincente fut la première ville fondée par les Portugais aux Amériques, en 1532.
Elle était le siège de la capitainerie de São Vincente et point de départ des expéditions de nombreux bandeirantes.

## Maires
| Période | Période | Identité                     | Étiquette | Qualité |
| ------- | ------- | ---------------------------- | --------- | ------- |
| 2009    | 2012    | Tércio Augusto Garcia Júnior | PSB       |         |

## Médias
Au téléphonie, la ville était desservie par Telecomunicações de São Paulo. En juillet 1998, elle a été rachetée par la société espagnole Telefónica, qui a adopté la marque Vivo en 2012.
À l'heure actuelle est un opérateur de téléphonie mobile, téléphonie fixe, internet (fibre optique/4G), et télévision (satellite et câble).

## Personnalités natives de la ville
- Robinho footballeur evoluant au Milan AC